# 塞洛里库-迪巴什图
41°23′N 8°0′W / 41.383°N 8.000°W

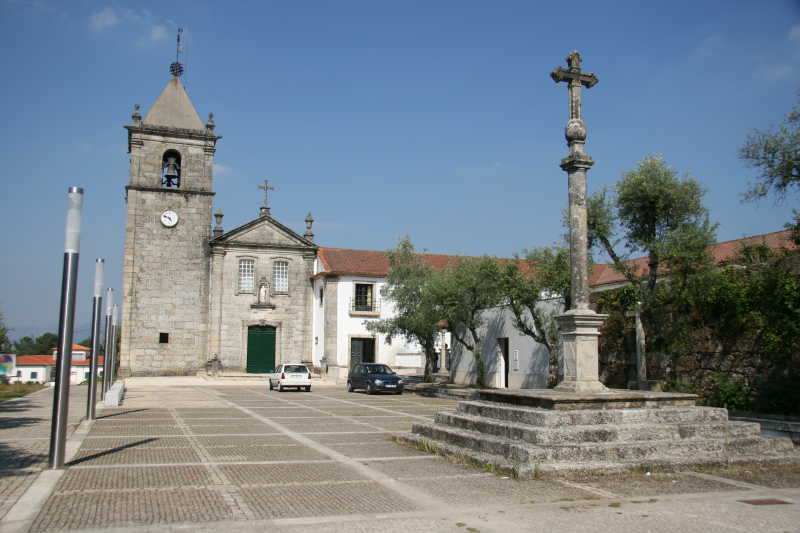

塞洛里库-迪巴什图（葡萄牙语：Celorico de Basto）是葡萄牙的城鎮，位於該國北部，由布拉加區負責管轄，始建於1520年，面積181.07平方公里，2011年人口20,098，人口密度每平方公里111人。

## 友好城市
- 法國 乌耶